# Haus Darl
Haus Darl war ein in der Nähe der Emscher gelegenes Rittergut in Gelsenkirchen-Erle.

## Geschichte
Das Haus war Stammsitz der Herren von Darl. Im Jahre 1463 wird Dyderike von Darle erstmals erwähnt. Über die von Ovelacker kam das Gut 1654 an die von Boenen auf Schloss Berge.
Die Reste der Gräften wurden in den 1930er Jahren aufgefüllt. Heute steht an seiner Stelle ein Altenwohnheim der Arbeiterwohlfahrt.